# Alice (Modigliani)
Pour les articles homonymes, voir Alice.
Alice est un tableau du peintre italien Amedeo Modigliani réalisé vers 1918. Il est exposé au Statens Museum for Kunst, à Copenhague, au Danemark.

## Description
Le tableau se nomme Alice. Il a été peint par Amedeo Modigliani.
Il s'agit d'une huile sur toile de 785 × 390 mm.